# André Brue

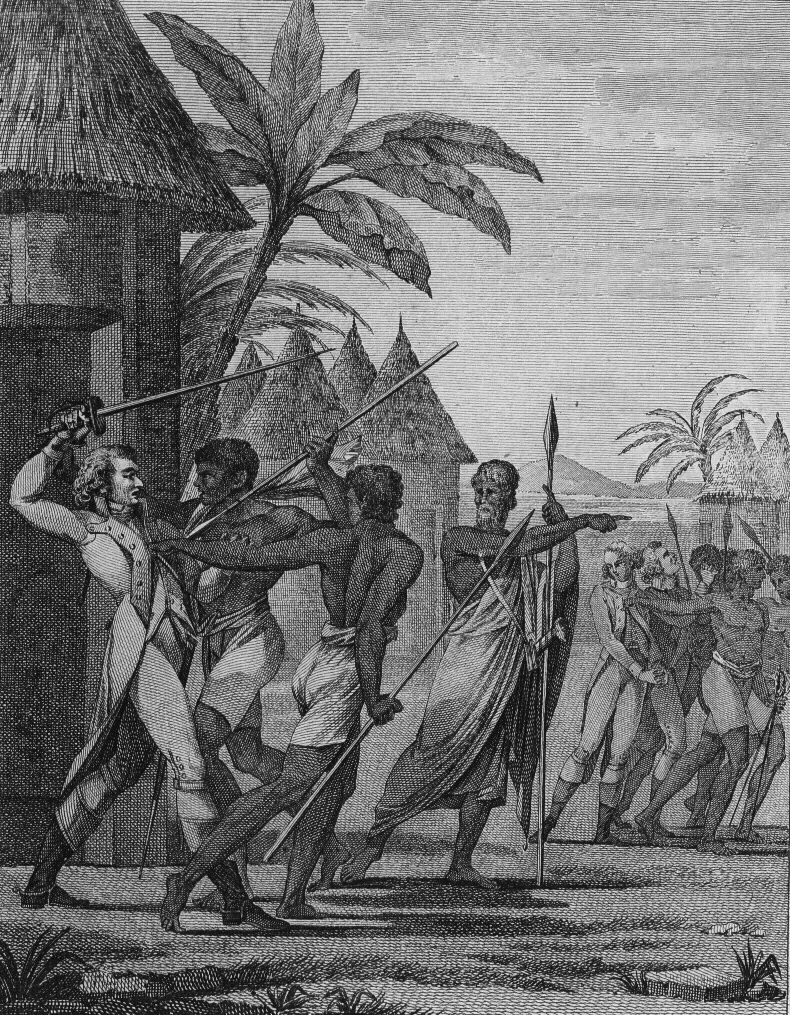

André Brue (auch als Bruson) (* 1654 in La Ciotat, Frankreich; † 20. Mai 1738) war Generaldirektor der französischen Senegalkompanie (Compagnie Royale du Sénégal) im 17. Jahrhundert.

## Leben
Nach 1697 wurde Brue Generaldirektor der französischen Handelskompanie mit ihrem Geschäftssitz in Saint-Louis an der Mündung des Senegals. Er wurde bestimmt, sich dem Einfluss der Engländer in der Region Senegambia entgegenzustellen und die Interessen der Franzosen zu stärken. Dafür sollte er einen Stützpunkt am Gambia-Fluss errichten.
Allerdings war er in seiner Arbeit ein Vierteljahrhundert nicht erfolgreich. Die Gründe lagen darin, dass er nicht die Kontrolle über die Piraterie erlangte, die Verluste der Senegalkompanie während des Spanischen Erbfolgekrieges (1701–1714) bewirkte und zu einer wachsenden Wirtschaftsschwäche der Kompanie führte.